# Göppingen
Göppingen (ⓘ) ist eine Stadt in Baden-Württemberg, etwa 40 Kilometer östlich von Stuttgart. Sie ist eine Große Kreisstadt und die größte Stadt des Landkreises Göppingen und bildet als Teil der Region Stuttgart ein Mittelzentrum für die umliegenden Gemeinden. Mit den Gemeinden Schlat, Wäschenbeuren und Wangen hat die Stadt Göppingen eine Verwaltungsgemeinschaft vereinbart.

## Geographie

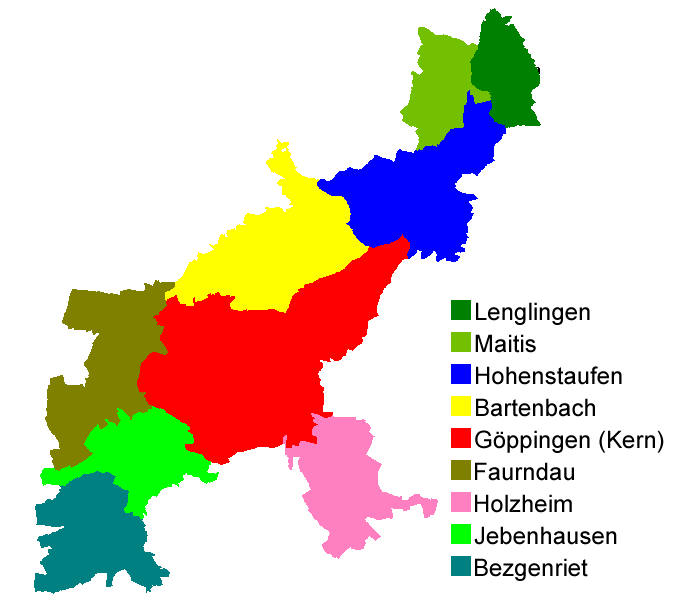
Stadtbezirke in Göppingen

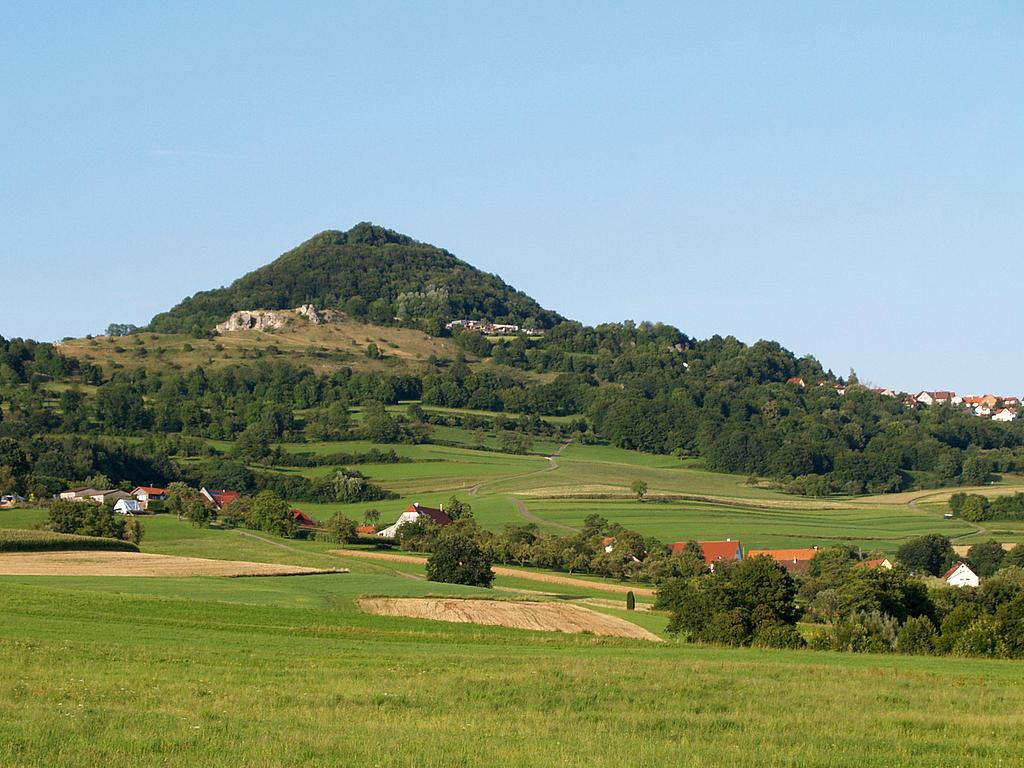
Der Hohenstaufen im Norden der Stadt

### Lage
Göppingen liegt im Vorland der Schwäbischen Alb im mittleren Tal der Fils, teils am Hang des Höhenrückens vom Hohenstaufen zum Filstal.

### Nachbargemeinden
Die folgenden Städte und Gemeinden grenzen an die Stadt Göppingen, aufgeführt im Uhrzeigersinn, beginnend im Osten:
Ottenbach, Eislingen/Fils, Süßen, Schlat, Eschenbach, Heiningen, Dürnau, Bad Boll, Zell unter Aichelberg, Hattenhofen, Uhingen, Wangen, Rechberghausen, Birenbach und Wäschenbeuren (alle Landkreis Göppingen) sowie Schwäbisch Gmünd (Ostalbkreis).

### Stadtgliederung
Das Stadtgebiet umfasst die Kernstadt und die sieben Stadtbezirke Bartenbach, Bezgenriet, Faurndau, Hohenstaufen, Holzheim, Jebenhausen und Maitis, die allesamt eigenständige Gemeinden waren. Jeder Stadtbezirk verfügt über einen Bezirksbeirat, dessen Mitgliederzahl sich nach der Einwohnerzahl des Bezirks richtet. Die Mitglieder der Bezirksbeiräte werden vom Gemeinderat aus dem Kreis der im Stadtbezirk wohnenden wahlfähigen Bürger nach jeder allgemeinen Wahl des Gemeinderats neu bestellt.
Zu einigen Stadtbezirken gehören weitere, teilweise räumlich getrennte Wohnbezirke oder Wohnplätze mit eigenen Namen. Lerchenberg und Krettenhöfe gehören zu Bartenbach, Schopflenberg zu Bezgenriet, Brühlhof, Gotthardshof, Hirschhof, Hohrein, Vaihinger Hof und Ziegelhütte zu Hohenstaufen, Manzen, St. Gotthardt und Ursenwang zu Holzheim; Lenglingen gehört zu Maitis. In der Kernstadt werden weitere Wohngebiete mit eigenem Namen unterschieden, deren Bezeichnungen sich im Zuge der Bebauung ergeben haben, deren Grenzen jedoch meist nicht festgelegt sind. Dazu gehören Bodenfeld, Reusch, Bürgerhölzle, Hailing, Nordstadt, Schiefergrube, Galgenberg und Bergfeld.

### Flächenaufteilung
Nach Daten des Statistischen Landesamtes, Stand 2014.

### Raumplanung
Göppingen ist ein Mittelzentrum innerhalb der Region Stuttgart, deren Oberzentrum die Stadt Stuttgart ist. Zum Mittelbereich Göppingen gehören neben Göppingen noch folgende Städte und Gemeinden im Norden und Westen des Landkreises Göppingen: Adelberg, Aichelberg, Albershausen, Birenbach, Börtlingen, Bad Boll, Donzdorf, Dürnau, Ebersbach an der Fils, Eislingen/Fils, Eschenbach, Gammelshausen, Gingen an der Fils, Hattenhofen, Heiningen, Lauterstein, Ottenbach, Rechberghausen, Salach, Schlat, Schlierbach, Süßen, Uhingen, Wäschenbeuren, Wangen und Zell unter Aichelberg.

## Geschichte

### Bis zum 18. Jahrhundert
Das Filstal im Raum Göppingen wurde spätestens seit der Mittelsteinzeit (Mesolithikum) von Jägern und Sammlern aufgesucht. Aus der Jungsteinzeit liegen einige Funde vor, die eine Besiedlung vermuten lassen. Auch aus den nachfolgenden vorgeschichtlichen Perioden lassen sich Funde belegen: aus der Bronze- und der Urnenfelderzeit stammen Flussfunde aus der Fils.
Aus der frühen Eisenzeit, der Hallstattzeit (800–480 v. Chr.), stammen Siedlungsspuren nordöstlich der Stadt. Im Oberholz, einem Waldgebiet im Norden der Stadt liegen rund 30 Grabhügel. Aus der La-Tène-Zeit, der jüngeren Eisenzeit, liegt wiederum ein Gewässerfund aus der Fils vor. Vermutlich Mitte des 2. Jahrhunderts wurde an Stelle der Oberhofenkirche ein römischer Gutshof errichtet, nachdem das Filstal durch den Obergermanisch-Raetischen Limes gesichert war und ein Kastell bei Eislingen bestand. Ein Jahrhundert später rückten die Alamannen vor, die in der Folgezeit das Filstal besiedelten. Die frühalamannische Periode ist bisher jedoch nur durch den Einzelfund einer Fibel und einiger Fragmente in jüngeren Gräbern zu belegen. Aus der Merowingerzeit stammen mehrere Gräberfelder, die man u. a. mit Siedlungskernen bei Oberhofen und Niederhofen (Christophsbad) in Verbindung bringt.
Die Endungen der Ortsnamen auf -ingen weisen auf diese alamannischen Siedlungen und Namensgebungen hin; Gründer und Namensgeber von Göppingen war möglicherweise ein alamannischer „Fürst“ namens Geppo.
Der älteste Hinweis auf Göppingen befindet sich in einer im 16. Jahrhundert abgefassten Chronik: 1110 überließ Konrad von Württemberg Göppingen dem Kloster Blaubeuren.
Die älteste erhaltene Urkunde, in der Göppingen erwähnt wird, stammt aus dem Jahre 1154 und wurde von König Friedrich I. Barbarossa ausgestellt. Vermutlich in der zweiten Hälfte des 12. Jahrhunderts entwickelte sich Göppingen zur Stadt. Dabei scheinen die späteren Herren von Staufeneck, damals Vögte der Staufer in Adelberg und auf der Burg Hohenstaufen, eine besondere Bedeutung gehabt zu haben. Auf sie geht möglicherweise auch die romanische Bauphase der Oberhofenkirche als dreiapsidiale Basilika zurück. Nach dem Niedergang der Staufer gelang es 1273 oder 1274 den Württembergern unter Graf Ulrich II., in den Besitz der Stadt zu kommen. Sie wurde bald danach Sitz eines Amtes.
Ab 1396 gab es eine württembergische Münzstätte in Göppingen. 1404 wurde zum ersten Mal das Sauerbrunnenbad erwähnt (Swalbrunnen); geschätzt wurden die heilenden Kräfte seines schwefelhaltigen Wassers. 1425 gab es einen verheerenden Stadtbrand, den nur ein Haus überstanden haben soll. Im Jahr 1436 gab Graf Ulrich V. den Befehl zur Erbauung der Oberhofenkirche. 1557 ließ Herzog Christoph das Sauerbrunnenbad ausbauen, das als Christophsbad seinen Namen trägt. 1617 baute Heinrich Schickhardt die erste Brücke über die Fils. Ein Jahr später begann er den Bau der Stadtkirche.
Im Dreißigjährigen Krieg litt die Stadt schwer unter der Pest und unter Plünderungen; allein im Jahre 1634/35 gab es fast 1600 Tote. Das Ende dieser dunklen Zeit wird seit 1650 mit wenigen Unterbrechungen jährlich als Maientag gefeiert.

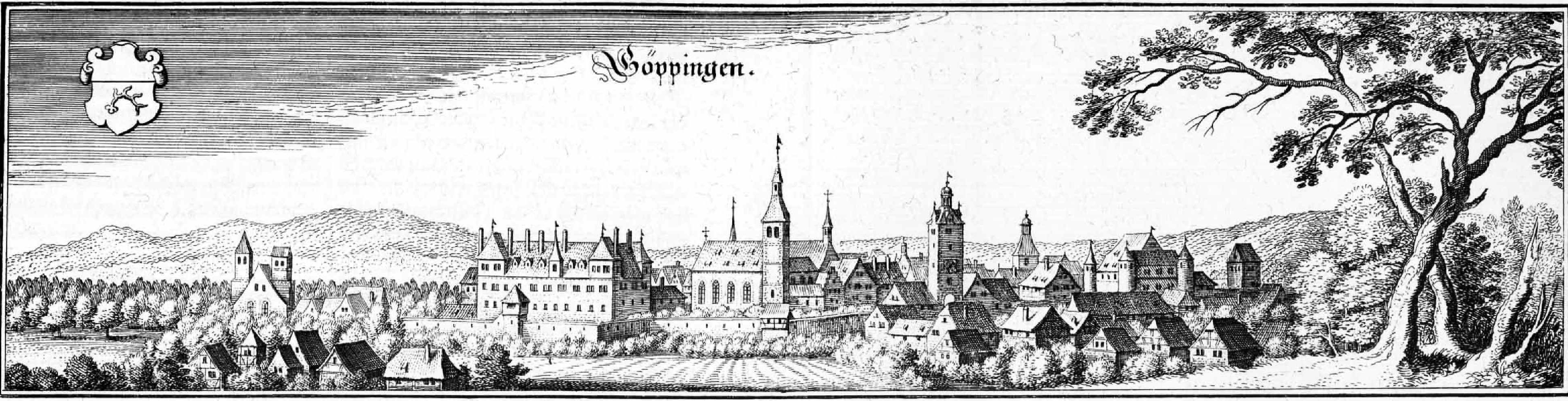
Göppingen im 17. Jahrhundert
Kupferstich von Matthäus Merian

Am 25. August 1782 brannte Göppingen zum zweiten Mal beinahe völlig nieder. Die Stadt wurde anschließend im Schachbrettgrundriss nach einem klassizistischen Plan von Johann Adam Groß d. J. im Auftrag von Herzog Carl Eugen wieder aufgebaut. Als letztes Gebäude wurde 1785 das Rathaus vollendet.

### 19. Jahrhundert
Bereits Ende des 18. Jahrhunderts wurde das Amt Göppingen zum Oberamt erhoben und war als solches von 1806 bis 1918 Bestandteil des Königreichs Württemberg.
Mit dem Anschluss an das Streckennetz der Königlich Württembergischen Staats-Eisenbahnen 1847 hielt die Industrialisierung in Göppingen Einzug. 1848 gab es die erste Arbeiterorganisation, 1911 und 1926 wurden die Nebenbahnen nach Schwäbisch Gmünd und nach Boll eröffnet.

### 20. Jahrhundert
Mindestens seit dem 19. Jahrhundert waren in Göppingen jüdische Familien ansässig, die eine Gemeinde bildeten und sich in der Freihofstraße eine Synagoge errichteten. In der Reichspogromnacht 1938 wurde dieses Gotteshaus von SA-Männern der SA-Standarte Geislingen in Brand gesetzt. Die dafür entstandenen Kosten von 4.000 Reichsmark stellte die Stadt der jüdischen Gemeinde in Rechnung. Bis 1941 wanderten 232 jüdische Bürger ins Ausland ab. Ab Ende November 1941 wurden die noch verbliebenen Menschen mit Ausnahme der „in Mischehe“ lebenden deportiert. Vom Stuttgarter Sammellager Killesberg erfolgten Deportationen nach Izbica und in das Ghetto Theresienstadt. Nach Angaben der Gedenkstätte Yad Vashem fielen 116 aus Göppingen stammende oder hier wohnende jüdische Bürger dem Holocaust zum Opfer. Auf dem Jüdischen Friedhof innerhalb des Städtischen Friedhofs in der Hohenstaufenstraße wird auf einer Gedenktafel der jüdischen Opfer der Shoa gedacht.
Nach der ersten Kreisreform im Jahre 1938 wurde Göppingen Verwaltungssitz des Landkreises Göppingen, der überwiegend aus den Ämtern Geislingen und Göppingen hervorging. Kurz vor Ende des Zweiten Weltkrieges wurden bei einem Luftangriff am 1. März 1945 nahezu 300 Einwohner getötet und 212 Gebäude zerstört.
Nachdem die Einwohnerzahl bereits 1901 die Marke von 20.000 überschritten hatte, wurde Göppingen 1948 zur Unmittelbaren Kreisstadt und mit Inkrafttreten der baden-württembergischen Gemeindeordnung am 1. April 1956 kraft Gesetzes zur Großen Kreisstadt erklärt.
Am 27. Mai 1963 stürzte ein Hubschrauber der U.S.-Army beim Versuch, das Kreuz der Christkönigskirche auf den Turm zu transportieren, ab. Bei diesem Unglück starben zwei Menschen.

### Religionen

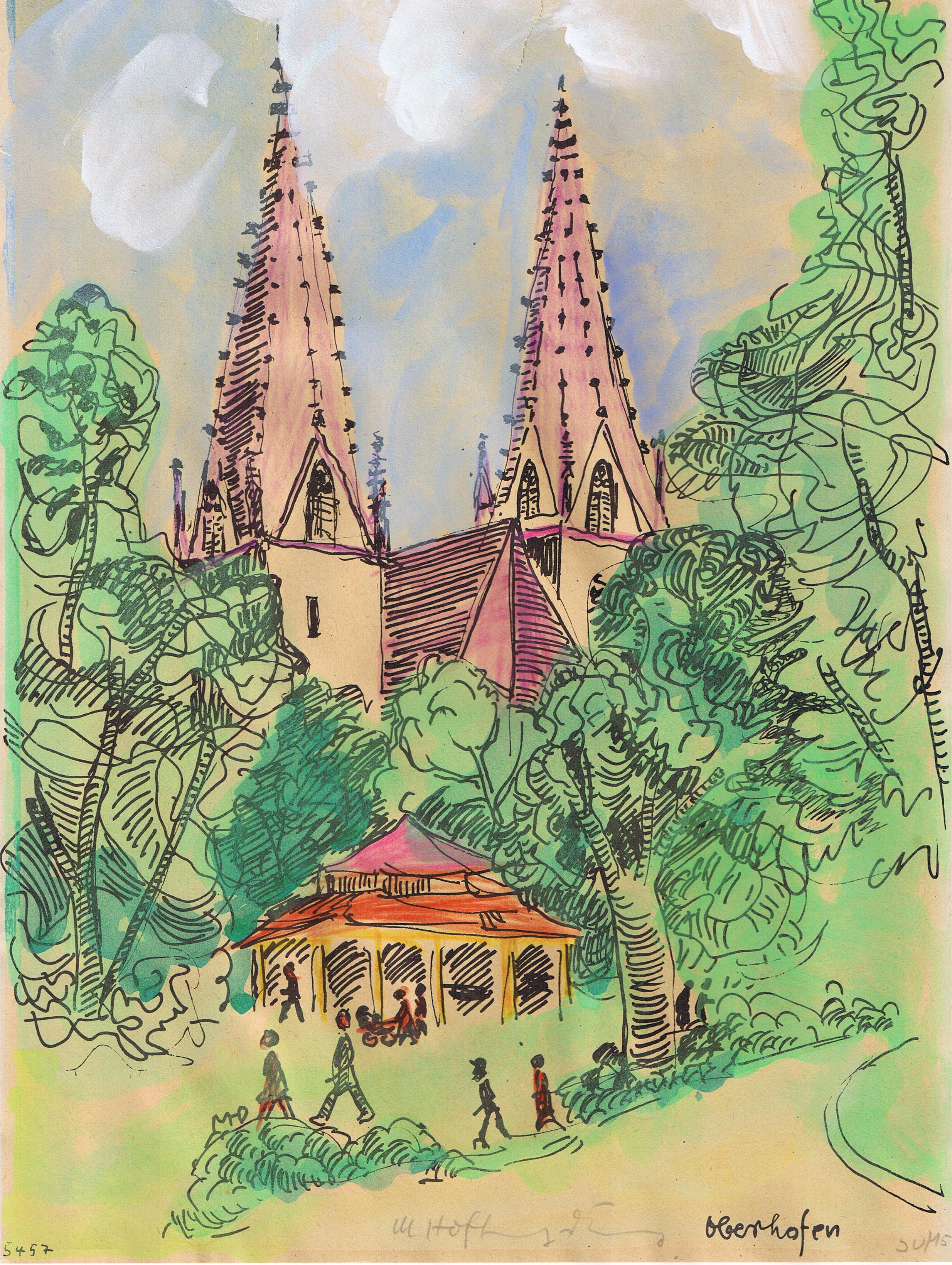
Oberhofenkirche, Zeichnung von Margret Hofheinz-Döring, 1980

Die Bevölkerung von Göppingen gehörte ursprünglich zum Bistum Konstanz und war dem Archidiakonat circa alpes, Landkapitel Göppingen, unterstellt. Da die Stadt schon früh zu Württemberg gehörte, wurde auch hier ab 1535 durch Herzog Ulrich die Reformation eingeführt. Daher war Göppingen über Jahrhunderte eine überwiegend protestantische Stadt. In jener Zeit wurde die Stadt Sitz eines Dekanats (siehe Kirchenbezirk Göppingen). Dessen Dekanatskirche war zunächst die Johanneskapelle (St. Maria und Johann Baptist) bei der Burg (später: Schloss), eine Filiale der Oberhofenkirche. Diese Oberhofenkirche außerhalb der Stadtmauer, die Graf Ulrich V. von Württemberg 1436 neu erbauen ließ und in ein Chorherrenstift umwandelte, blieb nach Einführung der Reformation wegen des zunächst weiteren Verbleibs der Chorherren katholisch. In der Stadt wurde 1618/19 an der Stelle der Johanneskapelle die heutige Stadtkirche erbaut, mit Sitz und Gemeinde des Göppinger Dekans. Die Oberhofenkirche blieb bis zur Wende 18./19. Jahrhundert vorwiegend Begräbniskirche und anschließend sogar ausschließlich profan genutzt, bis sie ab 1854 durch bürgerschaftliche Initiative erneuert und ab 1902 als Gemeindekirche wiedergewonnen werden konnte. Neben diesen beiden Kirchengemeinden (Stadtkirchen- und Oberhofenkirchengemeinde) wurden im 20. Jahrhundert vor allem nach dem Zweiten Weltkrieg infolge Zuzugs von Protestanten weitere Gemeinden gegründet. Es entstanden die Reuschgemeinde (Kirche von 1930), die Martin-Luther-Gemeinde (Kirche von 1956) und die Waldeckgemeinde (Kirche von 1979). Im Jahre 2005 schlossen sich die Oberhofen- und die Stadtkirchengemeinde zur neuen Evangelischen Stadtkirchengemeinde Oberhofen zusammen. Diese vier Gemeinden der Kernstadt bildeten zusammen die Evangelische Gesamtkirchengemeinde Göppingen, seit 2019 die Evangelische Verbundkirchengemeinde Göppingen. Auch in den umliegenden Ortschaften Bartenbach, Bezgenriet, Faurndau, Hohenstaufen, Holzheim, Jebenhausen, Maitis und St. Gotthardt wurde infolge der frühen Zugehörigkeit zu Württemberg die Reformation eingeführt. Daher gibt es auch in diesen heutigen Stadtteilen jeweils eine evangelische Kirchengemeinde bzw. Filialkirchengemeinde (Maitis und St. Gotthardt) und eine eigene Kirche. Darüber hinaus entstand für Manzen und Ursenwang 1975 eine eigene Kirchengemeinde (Johannesgemeinde). Alle evangelischen Gemeinden im Göppinger Stadtgebiet gehören zum Kirchenbezirk Göppingen innerhalb der Evangelischen Landeskirche in Württemberg. Ferner gibt es in Göppingen Altpietistische Gemeinschaften.
Katholiken gibt es in Göppingen erst wieder seit dem 19. Jahrhundert. Für sie wurde 1869 eine eigene Kirche St. Maria gebaut. 1909 folgte die Josefskirche, die 1977 zur Pfarrei erhoben wurde (1977 wurde die Josefskirche neu erbaut), 1964 die Christkönigskirche (Pfarrei seit 1971; zur Gemeinde gehört auch Bartenbach) und 1971 die Pauluskirche (Pfarrei seit 1973). Auch in einigen Stadtteilen Göppingens entstanden katholische Kirchengemeinden infolge Zuzugs nach dem Zweiten Weltkrieg. Die Kirche Zur Heiligen Familie in Faurndau wurde 1961 erbaut (Pfarrei seit 1963). Bezgenriet erhielt 1954 die eigene Herz-Jesu-Kirche (Pfarrei seit 1968), Jebenhausen 1959 die Kirche St. Nikolaus von Flüe (Pfarrei Bruder-Klaus seit 1963) und Ursenwang 1969 die Kirche Zum Heiligen Geist (Pfarrei seit 1970). In Hohenstaufen gibt es eigene Gottesdienste in der alten Barbarossakirche. Die Gemeindeglieder gehören aber zu St. Maria. Alle genannten Kirchengemeinden gehören zum Dekanat Göppingen-Geislingen innerhalb des Bistums Rottenburg-Stuttgart. Sie sind zu drei Seelsorgeeinheiten zusammengeschlossen. St. Maria und Christkönig Göppingen, St. Josef Göppingen, St. Paul Göppingen und Zum Heiligen Geist Ursenwang sowie Bruder Klaus Jebenhausen, Herz-Jesu Bezgenriet und Zur Heiligen Familie Faurndau. Derzeit gibt es in acht Göppinger Kirchengemeinden etwa 16.000 Katholiken, fast ein Drittel der Gesamtbevölkerung.
Ferner gibt es eine Griechisch-Orthodoxe Gemeinde, eine Serbisch-Orthodoxe Gemeinde, eine Armenische Apostolische Gemeinde und zwei Syrisch-Orthodoxe Gemeinden.
Neben den beiden großen Kirchen gibt es in Göppingen auch Freikirchen und Gemeinden, darunter die Evangelisch-methodistische Kirche, die Evangelisch-Freikirchliche Gemeinde (Baptisten) und die Volksmission entschiedener Christen. Auch die Neuapostolische Kirche, die Christengemeinschaft (Michael-Kirche), die Zeugen Jehovas und die Kirche Jesu Christi der Heiligen der Letzten Tage sind in Göppingen vertreten.
Im Stadtgebiet von Göppingen gibt es außerdem mehrere Moscheen und Gebetsräume für muslimische Gläubige.

### Eingemeindungen
Folgende Gemeinden wurden nach Göppingen eingegliedert:
- 1. April 1939: Holzheim (mit der 1838 eingegliederten Gemeinde St. Gotthardt) und Jebenhausen[8]
- 1. Juli 1956: Bartenbach (mit dem Weiler Lerchenberg)
- 1. Oktober 1957: Bezgenriet
- 1. September 1971: Hohenstaufen[9]
- 1. April 1972: Maitis (bis 1826 zur Gemeinde Hohenstaufen gehörig, dann selbständige Gemeinde im Oberamt Göppingen, von 1938 bis zur Eingemeindung im Landkreis Schwäbisch Gmünd)[9]
- 1. Januar 1973: Lenglingen (bis zum 29. Februar 1972 Teil der Gemeinde Großdeinbach, Landkreis Schwäbisch Gmünd, kam mit dieser zur Stadt Schwäbisch Gmünd und wurde 1973 nach Göppingen umgemeindet)[10]
- 1. Januar 1975: Faurndau[11]

### Einwohnerentwicklung

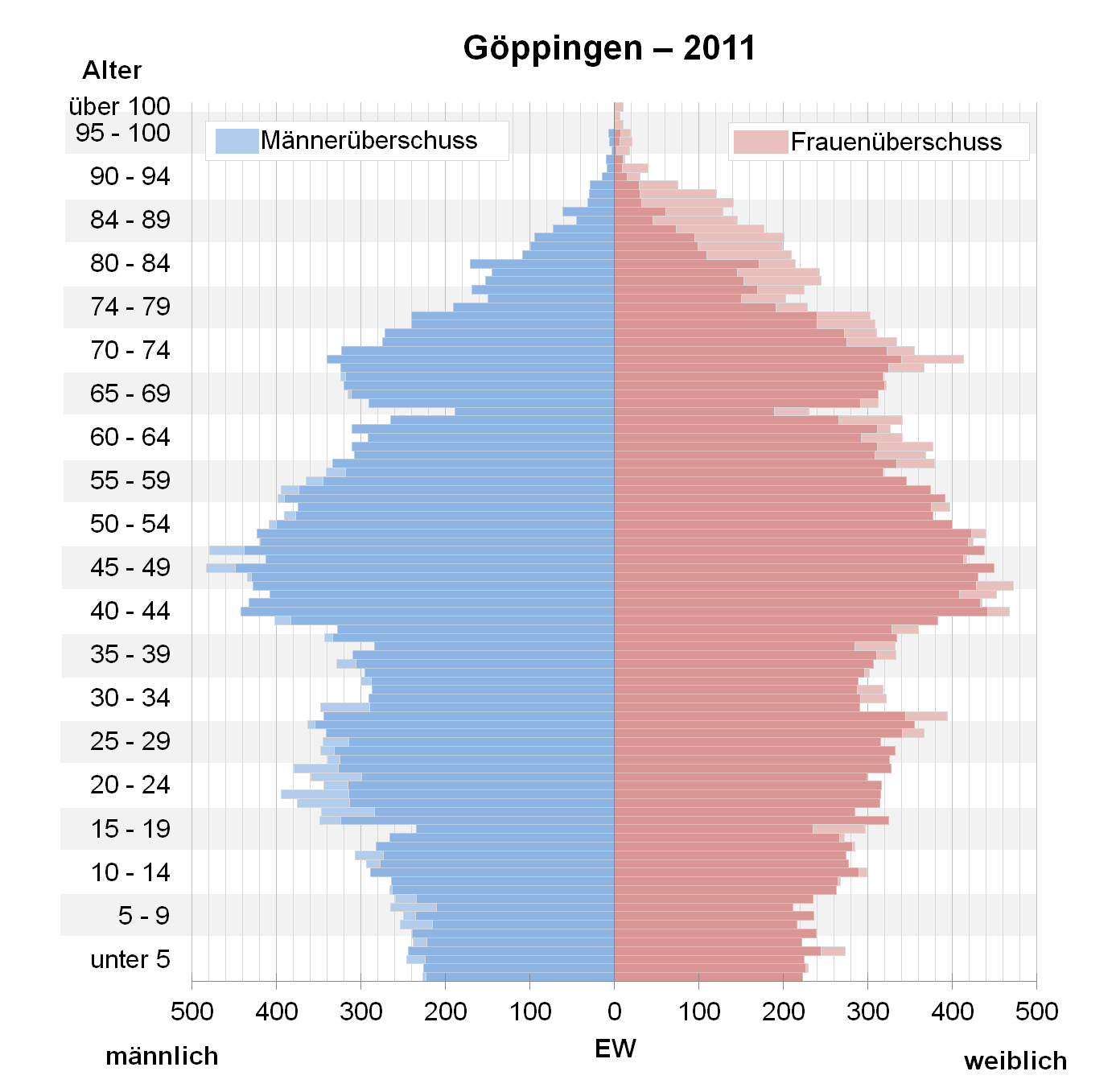
Bevölkerungspyramide für die Stadt Göppingen (Datenquelle: Zensus 2011)

Die Einwohnerzahlen nach dem jeweiligen Gebietsstand sind Schätzungen, Volkszählungsergebnisse ( a) oder amtliche Fortschreibungen der jeweiligen Statistischen Ämter (nur Hauptwohnsitze).
| Jahr               | Einwohner |
| ------------------ | --------- |
| 1600               | ca. 2.000 |
| 1700               | 2.500     |
| 1760               | 2.912     |
| 1803               | 4.087     |
| 1843               | 5.530     |
| 1861               | 6.762     |
| 1. Dezember 1871   | 8.649     |
| 1. Dezember 1880 a | 10.851    |
| 1. Dezember 1890 a | 14.352    |
| 1. Dezember 1900 a | 19.384    |
| 1. Dezember 1910 a | 22.373    |
| 16. Juni 1925 a    | 22.017    |

| Jahr                 | Einwohner |
| -------------------- | --------- |
| 16. Juni 1933 a      | 23.007    |
| 17. Mai 1939 a       | 30.322    |
| 1946                 | 35.784    |
| 13. September 1950 a | 39.329    |
| 6. Juni 1961 a       | 48.937    |
| 27. Mai 1970 a       | 47.973    |
| 31. Dezember 1975    | 54.365    |
| 31. Dezember 1980    | 53.347    |
| 25. Mai 1987 a       | 52.151    |
| 31. Dezember 1990    | 54.957    |
| 31. Dezember 1995    | 58.086    |
| 31. Dezember 2000    | 57.439    |

| Jahr              | Einwohner |
| ----------------- | --------- |
| 31. Dezember 2005 | 57.771    |
| 31. Dezember 2007 | 57.396    |
| 31. Dezember 2008 | 57.336    |
| 31. Dezember 2009 | 57.068    |
| 31. Dezember 2010 | 56.819    |
| 31. Dezember 2011 | 55.099    |
| 31. Dezember 2012 | 55.378    |
| 31. Dezember 2013 | 55.571    |
| 31. Dezember 2014 | 55.846    |
| 31. Dezember 2015 | 56.781    |
| 31. Dezember 2020 | 57.974    |

Durch den stetigen Zuzug von Aramäern aus Nordmesopotamien hat sich Göppingen zu einem Zentrum der Syrisch-Orthodoxen Kirche von Antiochien entwickelt; heute leben über 550 aramäische Familien in der Stadt Göppingen.

## Politik
Am 23. September 2008 erhielt die Stadt den von der Bundesregierung verliehenen Titel „Ort der Vielfalt“.

### Gemeinderat
Der Gemeinderat in Göppingen besteht aus den 40 gewählten ehrenamtlichen Gemeinderäten und dem Oberbürgermeister als Vorsitzendem. Der Oberbürgermeister ist im Gemeinderat stimmberechtigt. Die Kommunalwahl am 9. Mai 2024 führte zu folgendem Ergebnis.
| Parteien und Wählergemeinschaften | Parteien und Wählergemeinschaften           | % 2024  | Sitze 2024 | % 2019  | Sitze 2019 | % 2014  | Sitze 2014 | Kommunalwahl in Göppingen 2024 %3020100 25,5217,3614,8913,8412,6810,982,712,01 CDUAfDGrüneSPDFWFDP+FWLinkePiratenGewinne und Verlusteim Vergleich zu 2019 %p 8 6 4 2 0 −2 −4 −6 −8−10+5,34+7,07−8,34−1,45−0,53−1,60−1,25+0,75CDUAfDGrüneSPDFWFDP+FWLinkePiraten |
| CDU                               | Christlich Demokratische Union Deutschlands | 25,52   | 10         | 20,18   | 8          | 28,25   | 11         | Kommunalwahl in Göppingen 2024 %3020100 25,5217,3614,8913,8412,6810,982,712,01 CDUAfDGrüneSPDFWFDP+FWLinkePiratenGewinne und Verlusteim Vergleich zu 2019 %p 8 6 4 2 0 −2 −4 −6 −8−10+5,34+7,07−8,34−1,45−0,53−1,60−1,25+0,75CDUAfDGrüneSPDFWFDP+FWLinkePiraten |
| AfD                               | Alternative für Deutschland                 | 17,36   | 7          | 10,29   | 4          | –       | –          | Kommunalwahl in Göppingen 2024 %3020100 25,5217,3614,8913,8412,6810,982,712,01 CDUAfDGrüneSPDFWFDP+FWLinkePiratenGewinne und Verlusteim Vergleich zu 2019 %p 8 6 4 2 0 −2 −4 −6 −8−10+5,34+7,07−8,34−1,45−0,53−1,60−1,25+0,75CDUAfDGrüneSPDFWFDP+FWLinkePiraten |
| Grüne                             | Bündnis 90/Die Grünen                       | 14,89   | 6          | 23,23   | 9          | 17,14   | 7          | Kommunalwahl in Göppingen 2024 %3020100 25,5217,3614,8913,8412,6810,982,712,01 CDUAfDGrüneSPDFWFDP+FWLinkePiratenGewinne und Verlusteim Vergleich zu 2019 %p 8 6 4 2 0 −2 −4 −6 −8−10+5,34+7,07−8,34−1,45−0,53−1,60−1,25+0,75CDUAfDGrüneSPDFWFDP+FWLinkePiraten |
| SPD                               | Sozialdemokratische Partei Deutschlands     | 13,84   | 6          | 15,29   | 6          | 19,87   | 8          | Kommunalwahl in Göppingen 2024 %3020100 25,5217,3614,8913,8412,6810,982,712,01 CDUAfDGrüneSPDFWFDP+FWLinkePiratenGewinne und Verlusteim Vergleich zu 2019 %p 8 6 4 2 0 −2 −4 −6 −8−10+5,34+7,07−8,34−1,45−0,53−1,60−1,25+0,75CDUAfDGrüneSPDFWFDP+FWLinkePiraten |
| FW                                | Freie Wähler Göppingen                      | 12,68   | 5          | 13,21   | 5          | 14,39   | 6          | Kommunalwahl in Göppingen 2024 %3020100 25,5217,3614,8913,8412,6810,982,712,01 CDUAfDGrüneSPDFWFDP+FWLinkePiratenGewinne und Verlusteim Vergleich zu 2019 %p 8 6 4 2 0 −2 −4 −6 −8−10+5,34+7,07−8,34−1,45−0,53−1,60−1,25+0,75CDUAfDGrüneSPDFWFDP+FWLinkePiraten |
| FDP+FW                            | Freie Demokratische Partei + Freie Wähler   | 10,98   | 4          | 12,58   | 5          | 14,28   | 5          | Kommunalwahl in Göppingen 2024 %3020100 25,5217,3614,8913,8412,6810,982,712,01 CDUAfDGrüneSPDFWFDP+FWLinkePiratenGewinne und Verlusteim Vergleich zu 2019 %p 8 6 4 2 0 −2 −4 −6 −8−10+5,34+7,07−8,34−1,45−0,53−1,60−1,25+0,75CDUAfDGrüneSPDFWFDP+FWLinkePiraten |
| Linke                             | Die Linke                                   | 2,71    | 1          | 3,96    | 2          | 4,39    | 2          | Kommunalwahl in Göppingen 2024 %3020100 25,5217,3614,8913,8412,6810,982,712,01 CDUAfDGrüneSPDFWFDP+FWLinkePiratenGewinne und Verlusteim Vergleich zu 2019 %p 8 6 4 2 0 −2 −4 −6 −8−10+5,34+7,07−8,34−1,45−0,53−1,60−1,25+0,75CDUAfDGrüneSPDFWFDP+FWLinkePiraten |
| Piraten                           | Piratenpartei Deutschland                   | 2,01    | 1          | 1,26    | 1          | 1,68    | 1          | Kommunalwahl in Göppingen 2024 %3020100 25,5217,3614,8913,8412,6810,982,712,01 CDUAfDGrüneSPDFWFDP+FWLinkePiratenGewinne und Verlusteim Vergleich zu 2019 %p 8 6 4 2 0 −2 −4 −6 −8−10+5,34+7,07−8,34−1,45−0,53−1,60−1,25+0,75CDUAfDGrüneSPDFWFDP+FWLinkePiraten |
| gesamt                            | gesamt                                      | 100,0   | 40         | 100,0   | 40         | 100,0   | 40         | Kommunalwahl in Göppingen 2024 %3020100 25,5217,3614,8913,8412,6810,982,712,01 CDUAfDGrüneSPDFWFDP+FWLinkePiratenGewinne und Verlusteim Vergleich zu 2019 %p 8 6 4 2 0 −2 −4 −6 −8−10+5,34+7,07−8,34−1,45−0,53−1,60−1,25+0,75CDUAfDGrüneSPDFWFDP+FWLinkePiraten |
| Wahlbeteiligung                   | Wahlbeteiligung                             | 53,92 % | 53,92 %    | 50,33 % | 50,33 %    | 37,75 % | 37,75 %    | Kommunalwahl in Göppingen 2024 %3020100 25,5217,3614,8913,8412,6810,982,712,01 CDUAfDGrüneSPDFWFDP+FWLinkePiratenGewinne und Verlusteim Vergleich zu 2019 %p 8 6 4 2 0 −2 −4 −6 −8−10+5,34+7,07−8,34−1,45−0,53−1,60−1,25+0,75CDUAfDGrüneSPDFWFDP+FWLinkePiraten |

- Linke: 1
- SPD: 6
- Grüne: 6
- FDP+FW: 4
- FW: 5
- Piraten: 1
- CDU: 10
- AfD: 7

### Bürgermeister
An der Spitze der Stadt Göppingen stand in kaiserlicher Zeit der Vogt, in württembergischer Zeit ab 1319 ein Obervogt. Daneben gab es den Rat und das Gericht. Ferner gab es zwei Bürgermeister. Im 19. Jahrhundert gab es nur noch ein Stadtoberhaupt. Dieses trug seit dem 1819 die Bezeichnung „Stadtschultheiß“, seit 1930 Bürgermeister, und mit der Erhebung zur Großen Kreisstadt am 1. April 1956 lautet die Funktionsbezeichnung Oberbürgermeister. Dieser wird von den Wahlberechtigten auf acht Jahre direkt gewählt. Er ist Vorsitzender des Gemeinderats. Seine allgemeinen Stellvertreter sind der Erste Beigeordnete mit der Funktionsbezeichnung Erster Bürgermeister und der weitere Beigeordnete mit der Funktionsbezeichnung Bürgermeister.
Am 14. Januar 2005 wurde Guido Till Oberbürgermeister. Der später parteilose SPD-Kandidat konnte sich bei den Wahlen am 24. Oktober 2004 im ersten Wahlgang gegen seinen Vorgänger Reinhard Frank (CDU) durchsetzen, der seit 1996 amtierte. Frank wurde nach seiner Wahlniederlage vom Kreistag im Main-Tauber-Kreis zum Landrat gewählt. Als Bürgermeister wurden vom Gemeinderat für das Dezernat II die Beigeordnete Gabriele Zull und für das Dezernat III Olav Brinker gewählt. Till wurde als SPD-Politiker gewählt und trat im Oktober 2009 wegen Differenzen über den Kurs der SPD aus dieser aus. Im Oktober 2013 schließlich wurde er Mitglied der CDU. Im April 2014 wurde Helmut Renftle vom Gemeinderat als Baubürgermeister gewählt. Almut Cobet folgte im März 2017 Gabriele Zull, die zur Oberbürgermeisterin in Fellbach gewählt wurde, als Erste Bürgermeisterin.
Im November 2020 wurde Alexander Maier (Grüne) im zweiten Wahlgang mit 41,76 % der Stimmen zum neuen Oberbürgermeister gewählt. Amtsinhaber Guido Till erhielt 41,29 % der Stimmen. Maier war von 14. Januar 2021 bis 21. März 2023 der jüngste amtierende Oberbürgermeister Deutschlands.
Stadtoberhäupter in Göppingen seit 1819
- 1819–1824: Viktor David Keller
- 1824–1858: Ludwig Heinrich Widmann
- 1858–1881: Georg Christian Philipp Friedrich Seefried
- 1881–1908: Gottlob Friedrich Allinger
- 1908–1919: Julius Keck
- 1919–1933: Otto Hartmann
- 1933–1945: Erich Pack
- 1945–1954: Christian Eberhard
- 1954–1981: Herbert König
- 1981–1997: Hans Haller
- 1997–2005: Reinhard Frank (CDU)
- 2005–2021: Guido Till (SPD/parteilos/CDU)
- seit 2021: Alexander Maier (Grüne)

### Wappen und Logo

Ehemaliges Logo der Stadt Göppingen

Die Blasonierung des Stadtwappens von Göppingen lautet: Unter rotem Schildhaupt in Silber eine liegende schwarze Hirschstange.
Die Stadtflagge ist rot-weiß. Auf dem ersten belegten Stadtsiegel aus dem Jahre 1338 war lediglich eine württembergische Hirschstange abgebildet. Um sich von Hirschstangen-Wappen anderer württembergischer Städte zu unterscheiden, wurde später ein Schildhaupt hinzugefügt. Dieses geänderte Siegel ist erstmals im Jahre 1475 belegt. Zeitweise war der Schildhaupt so groß, dass er zu einer Schildteilung führte. Die Darstellung des Wappens ist seit 1535 nachweisbar, während die Flaggenfarben bis zum Jahre 1855 zurückverfolgt werden können.
Das Logo der Stadt Göppingen ist in den Stadtfarben Rot-Weiß gehalten und symbolisiert die so genannten Drei Kaiserberge Hohenstaufen, Rechberg und Stuifen.

### Partnerstädte
Göppingen unterhält mit folgenden Städten eine Städtepartnerschaft:
- 1971: Foggia, Italien
- 1971: Klosterneuburg, Österreich
- 1990: Sonneberg, Deutschland (wie Göppingen eine Stadt mit traditioneller Spielzeugherstellung)
- 2000: Pessac, Frankreich

### Patenschaft
Neben den Partnerstädten bestehen zudem Patenschaften über die heimatvertriebenen Banater Schwaben und seit 1955 jene aus dem Schönhengstgau im Sudetenland.

## Wirtschaft und Infrastruktur

### Verkehr

#### Straßenverkehr
Die Stadt liegt an der B 10 Stuttgart–Ulm und an der B 297 Lorch–Tübingen. Die B 10 führt heute in einer Umgehungsstraße südlich an der Stadt vorbei. Die nächste Anschlussstelle an die Bundesautobahn 8 Stuttgart–Ulm liegt etwa 10 km südlich in Aichelberg.

#### Schienenverkehr
Göppingen liegt an der Filstalbahn von Stuttgart nach Neu-Ulm. Auch im westlichen Stadtteil Faurndau gibt es einen Haltepunkt an dieser Strecke.
Der Bahnhof Göppingen besitzt umfangreiche Gleisanlagen, er hat sieben Personenbahnsteige und zusätzlich ausgedehnte Rangiergleise, die unter anderem von der in der Nähe des Bahnhofs ansässigen Firma Leonhard Weiss genutzt werden.
Das frühere Sägewerk Weber hatte ebenfalls einen eigenen Gleisanschluss, der nach einer Brücke über die Fils etwa 500 Meter parallel zur Jahnstraße verlief, nachdem er ins eigentliche Firmengelände mündete, allerdings wurde er Ende der 1990er Jahre bei der Modernisierung der Jahnstraße abgebaut.
Ebenso wurde der Gleisanschluss der Firma Schuler im Jahre 2005 abgebaut sowie der Rest der Hohenstaufenbahn, deren Gleis noch bis Faurndau lag. Nach Bad Boll führte die, heute stillgelegte, Voralbbahn.
Bis Mitte der 1990er Jahre war auch noch ein Containerbahnhof in Betrieb.
Planungen sehen die Reaktivierung der Strecke nach Bad Boll vor.

#### Busverkehr
Im Stadtgebiet selbst versorgen zahlreiche Buslinien des Omnibusverkehrs Göppingen und weiterer Unternehmen den öffentlichen Personennahverkehr. Für sie gilt der einheitliche Tarif des Verkehrs- und Tarifverbunds Stuttgart, ehemals Filsland Mobilitätsverbund.

#### Fahrradverkehr
Ein Bahntrassenradweg nach Schwäbisch Gmünd befindet sich auf der Strecke der ehemaligen Hohenstaufenbahn. Durch das Filstal gibt es beiderseits eine Fahrradwegweisung von Ort zu Ort. Insbesondere ist Göppingen durch eine Alltagsradroute aus dem Radnetz Baden-Württemberg über den Stadtteil Faurndau und über Uhingen mit Plochingen und in der anderen Richtung über Eislingen und Süßen mit Geislingen an der Steige verbunden. Des Weiteren gibt es im Stadtzentrum und auf großen Straßen Fahrradwege. Außerdem dürfen Radfahrer auch die meisten Einbahnstraßen in der Innenstadt gegen die Verkehrsrichtung benutzen.
Der Württemberger Tälerradweg führt als Landes-Fernradweg von Bad Boll kommend durch die Stadtteile Bezgenried und Jebenhausen, er quert das Filstal in Faurndau und verläuft nördlich davon auf der Trasse der ehemaligen Bahnstrecke über Rechberghausen, Birenbach und Wäschenbeuren in die Stadtteile Maitis und Lenglingen. Insgesamt führt er von Crailsheim nach Ulm und weiter über Göppingen nach Schwäbisch Gmünd.
Göppingen ist Mitglied der AGFK (Arbeitsgemeinschaft Fahrrad- und Fußverkehrsfreundlicher Kommunen) in Baden-Württemberg.

### Medien
Als Tageszeitung erscheinen die Göppinger Kreisnachrichten – Neue Württembergische Zeitung, monatlich das Stadtmagazin PIG sowie das Amtsblatt der Stadt Göppingen, der GEPPO. Des Weiteren hat die Stuttgarter Zeitung eine Lokalredaktion für den Landkreis Göppingen. Außerdem gibt es den Lokalfernsehsender Filstalwelle und den lokalen Radiosender fips, der im Großraum Göppingen auf der UKW-Frequenz 89,0 MHz zu empfangen ist.

### Öffentliche Einrichtungen
Neben dem Landratsamt Göppingen verfügt die Stadt über ein Finanzamt, eine Agentur für Arbeit und ein Notariat. Das Amtsgericht Göppingen gehört zum Landgerichtsbezirk Ulm und zum Oberlandesgerichtsbezirk Stuttgart. Der Landkreis Göppingen unterhält in der Stadt eines seiner beiden zu den Alb Fils Kliniken vereinten Kreiskrankenhäuser, die Klinik am Eichert.
In Göppingen ist das Polizeipräsidium Einsatz der Polizei Baden-Württemberg untergebracht.
Auch der Kirchenbezirk Göppingen der Evangelischen Landeskirche in Württemberg und das Dekanat Göppingen-Geislingen des Bistums Rottenburg-Stuttgart haben hier ihren Sitz.

### Bildung
| Schule               | Schüler |
| -------------------- | ------- |
| Allgemeine Gymnasien | 3.711   |
| Realschulen          | 1.653   |
| Hauptschulen         | 960     |
| Grundschulen         | 2.170   |
| Förderschulen        | 140     |

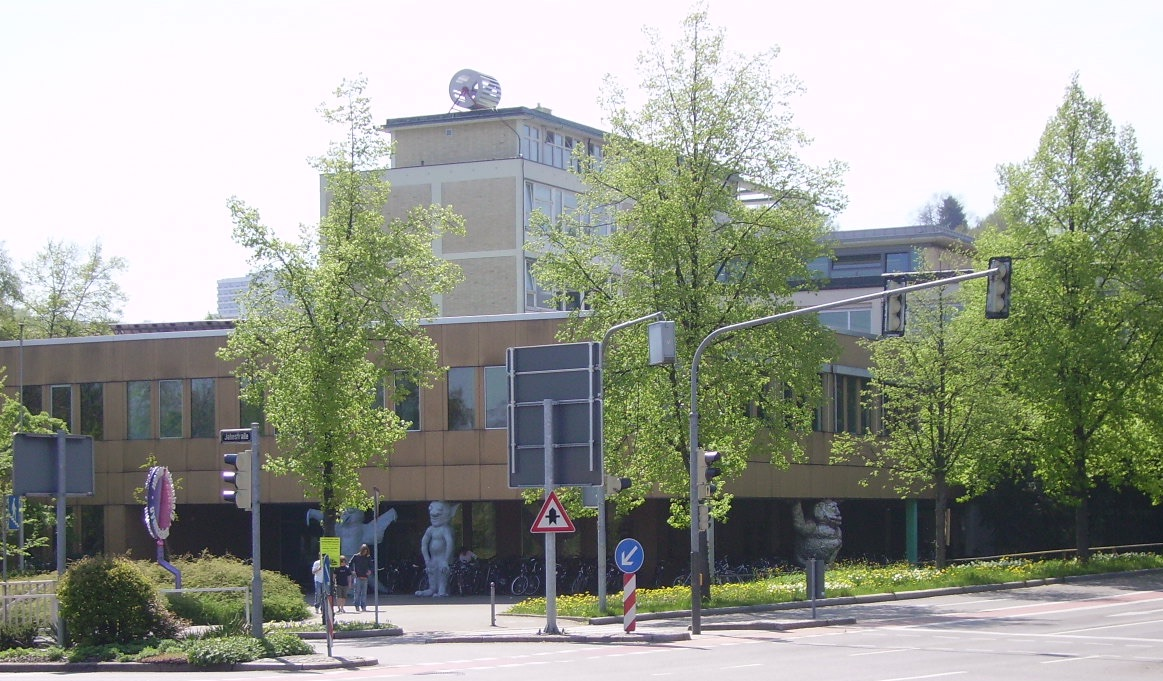
Blick auf das Werner-Heisenberg-Gymnasium von der Jebenhäuser Brücke aus

Göppingen ist Hochschulstandort der Hochschule Esslingen (HE) mit den Fakultäten Mechatronik und Elektrotechnik, und der Fakultät Wirtschaftsingenieurwesen. Die Zahl der Studierenden in Göppingen liegt bei etwa 1200. Der Standort wurde 1988 gegründet.
Die Stadt Göppingen verfügt über folgende Bildungseinrichtungen:
- Vier allgemeinbildende Gymnasien (Freihof-, Hohenstaufen-, Mörike- und Werner-Heisenberg-Gymnasium)
- Drei Realschulen (Hermann-Hesse-, Uhland- und Schiller-Realschule)
- Eine Hauptschule (Waldeckschule)
- Vier Grund- und Hauptschulen (Albert-Schweitzer-Schule, Walther-Hensel-Schule, Haierschule Faurndau, Ursenwangschule)
- Elf Grundschulen (Uhland-, Südstadt-, Janusz-Korczak-Grundschule im Reusch und Grundschule im Stauferpark in der Kernstadt sowie je eine Grundschule in den Stadtteilen Bodenfeld, Bartenbach (Meerbach-Grundschule), Bezgenriet, Faurndau (Schiller-Grundschule), Hohenstaufen, Holzheim und Jebenhausen (Blumhardt-Grundschule))
- Eine Förderschule (Pestalozzischule)
- Eine Jugendmusikschule (Städtische Jugendmusikschule Göppingen)

Die Gesamtzahl der Schüler beträgt etwa 8.700. Die Volkshochschule wurde 1946 gegründet und verbucht jährlich 30.000 Unterrichtseinheiten mit über 100.000 Besuchern.
Die Freie Waldorfschule Filstal im Stadtteil Faurndau sowie das Abendgymnasium der Volkshochschule Göppingen sowie die Abendrealschule Göppingen runden das schulische Angebot in Göppingen ab.
Der Landkreis Göppingen ist Schulträger der drei Beruflichen Schulen (Gewerbliche Schule, Kaufmännische Schule und Justus-von-Liebig-Schule – Hauswirtschaftliche und Landwirtschaftliche Schule im Beruflichen Schulzentrum) sowie der Bodelschwinghschule für Geistig- und Körperbehinderte mit Schulkindergarten und der Wilhelm-Busch-Schule für Sprachbehinderte mit Schulkindergarten.

### Ansässige Unternehmen

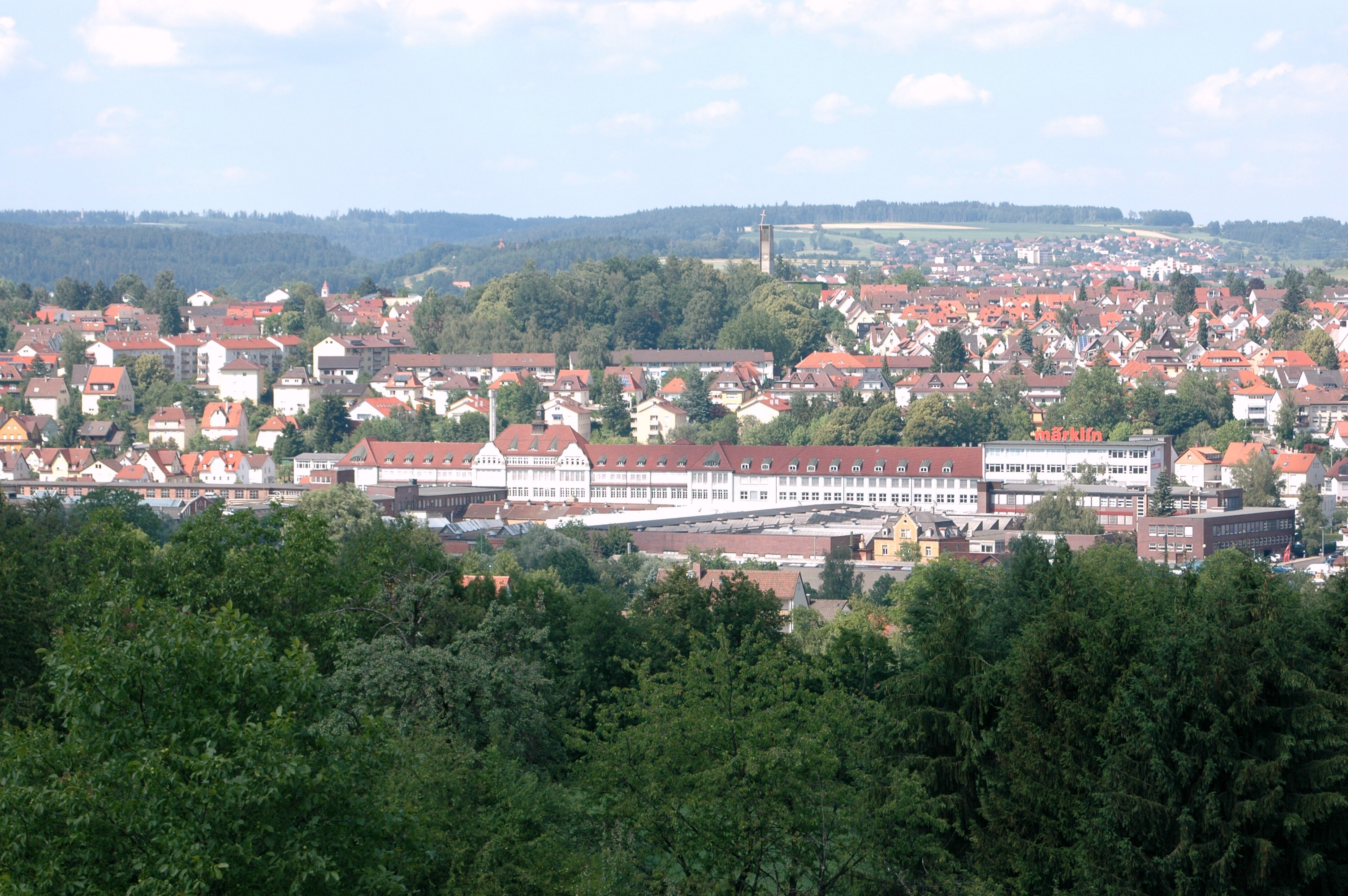
Werksanlagen der Gebr. Märklin & Cie. GmbH

Bekannte Unternehmen in Göppingen sind:
- Boehringer Werkzeugmaschinen wurde 1844 gegründet, stellt Drehmaschinen und Kurbelwellenbearbeitungsmaschinen her und bietet technische Dienstleistungen an. Das Unternehmen ging aus der Gebr. Boehringer GmbH hervor und gehört heute zur Fair Friend Group. Es werden ca. 600 Mitarbeiter beschäftigt.
- Der Spielzeugeisenbahnhersteller Märklin wurde 1859 gegründet und beschäftigt ca. 1.200 Mitarbeiter, davon 500 in Göppingen.
- Schuler, ein Unternehmen auf dem Gebiet der Umformtechnik, wurde 1839 gegründet und beschäftigt weltweit ca. 7.000 Mitarbeiter.
- Die 2015 stillgelegte Württembergische Filztuchfabrik D. Geschmay stellte Bespannungen für Papiermaschinen her. Sie wurde 1910 gegründet, beschäftigte zuletzt 52 Mitarbeiter und war seit 1999 ein Teil von Albany International (New York).[21]
- Das Bauunternehmen Leonhard Weiss wurde 1900 gegründet und beschäftigt über 3.000 Mitarbeiter (Stand 2009).
- T-Systems beschäftigt ca. 400 Mitarbeiter am Standort.
- Der Softwarehersteller Teamviewer produziert Software zur Fernwartung und -präsentation und hat seinen Hauptsitz in Göppingen.
- Die August Mink KG stellt unter dem Markennamen Mink-Bürsten technische Bürsten für den nationalen und internationalen Maschinen- und Anlagenbau her, wurde 1845 gegründet und beschäftigt mehr als 340 Mitarbeiter (Stand Januar 2013).
- Bader, Lederherstellung und Gerberei für die Automobilindustrie, wurde 1872 gegründet und beschäftigt weltweit rund 12.000 Mitarbeiter.[22][23]
- Kleemann GmbH, ein Hersteller von Brech- und Siebanlagen mit inzwischen 570 Mitarbeitern.
- Das Christophsbad als Träger der neurologischen, psychiatrischen, psychosomatischen und geriatrischen Krankenhausversorgung hat in Göppingen seit dem Jahre 1852 seinen Sitz.
- Müllheizkraftwerk Göppingen

#### Kreditinstitute
Im Bereich des Bankensektors haben folgenden Kreditinstitute ihren Hauptsitz in Göppingen:
- Bankhaus Gebr. Martin AG, Privatbank
- Kreissparkasse Göppingen, örtliche Sparkasse des Landkreises Göppingen
- Raiffeisenbank Maitis eG, örtliche Genossenschaftsbank im Ortsteil Maitis
- Volksbank Göppingen eG, örtliche Genossenschaftsbank

Darüber hinaus bestehen Filialen weiterer überregionaler Banken.

### Wasserversorgung
Im Stadtgebiet von der Umgehungsstraße (B 10) im Süden bis zur Blumenstraße, Christophstraße und Eberhardstraße im Norden wird Eigenwasser verteilt, das im Nassachtal gewonnen wird. Der Bereich Manzen, Ursenwang und St. Gotthardt wird mit Wasser des Zweckverbands Kornberggruppe versorgt. Hohenstaufen wird überwiegend mit Wasser des Zweckverbands Eislinger Wasserversorgungsgruppe versorgt, zeitweise wird Wasser des Zweckverbands Landeswasserversorgung über den Zweckverband Rehgebirgsgruppe zugemischt. Für das übrige Stadtgebiet einschließlich der Stadtbezirke wird das Trinkwasser vom Zweckverband Landeswasserversorgung bezogen.

## Kultur und Sehenswürdigkeiten

### Bauwerke

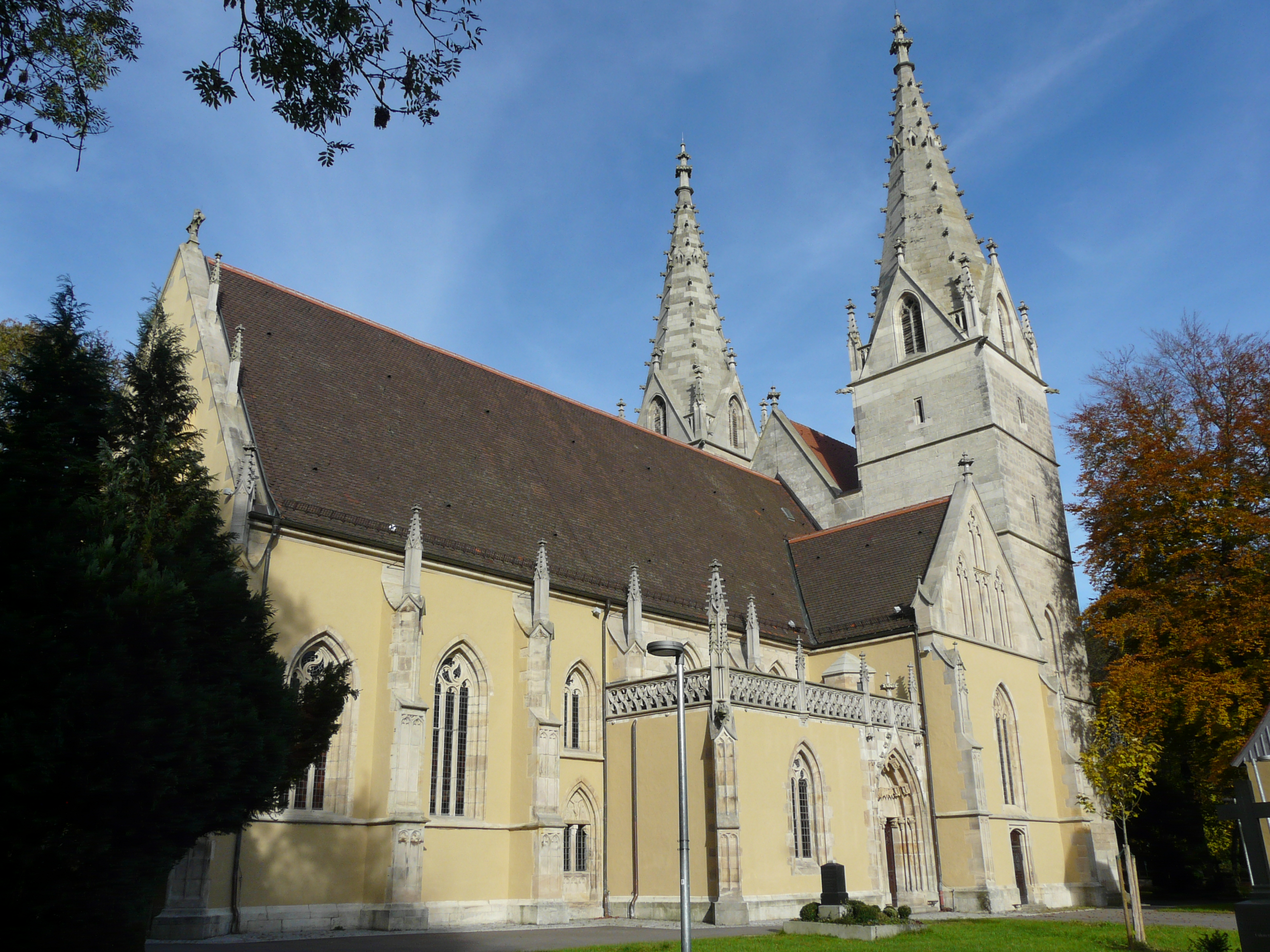
Die Oberhofenkirche ist das Wahrzeichen der Stadt.

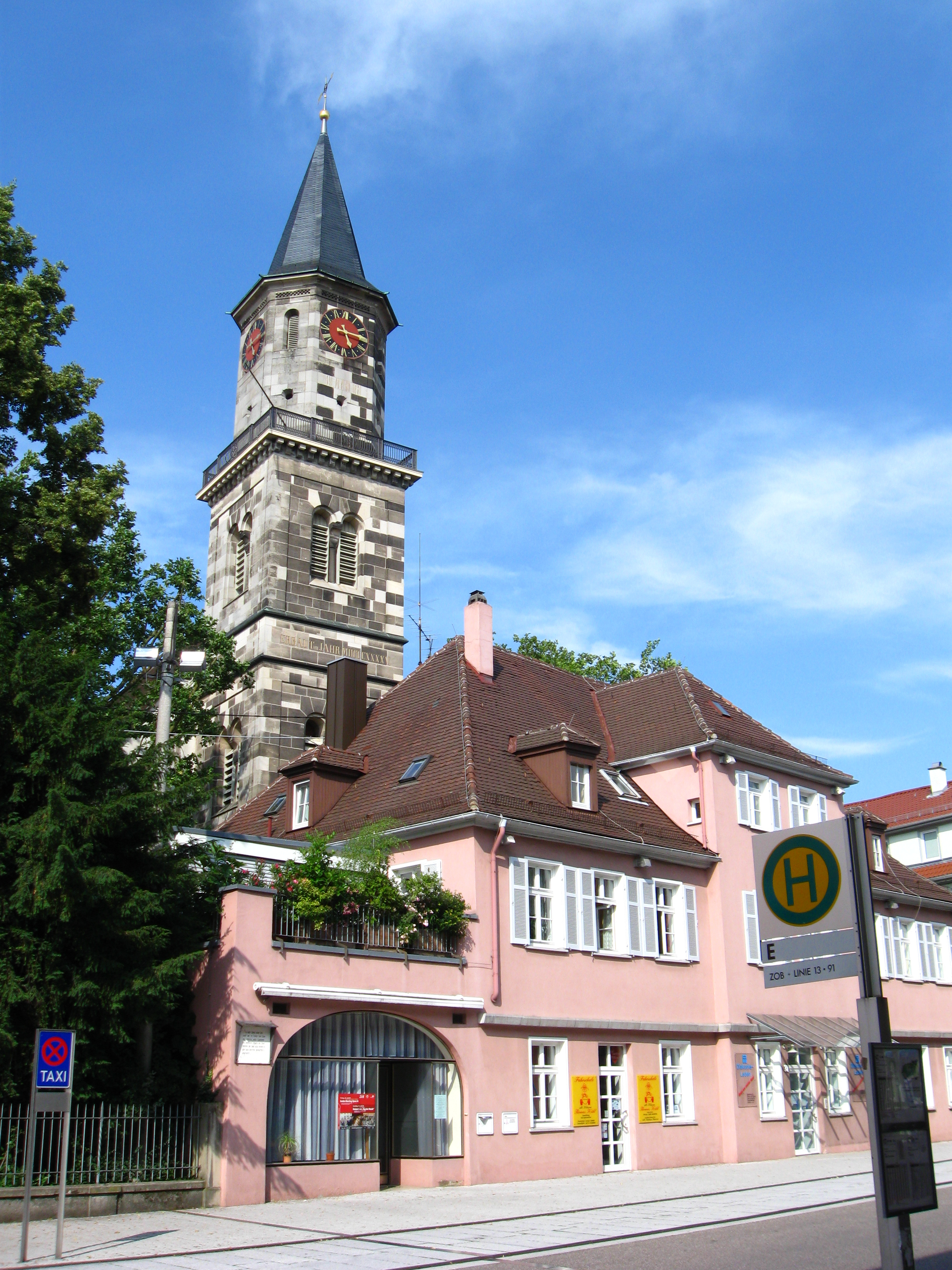
Turm der Stadtkirche

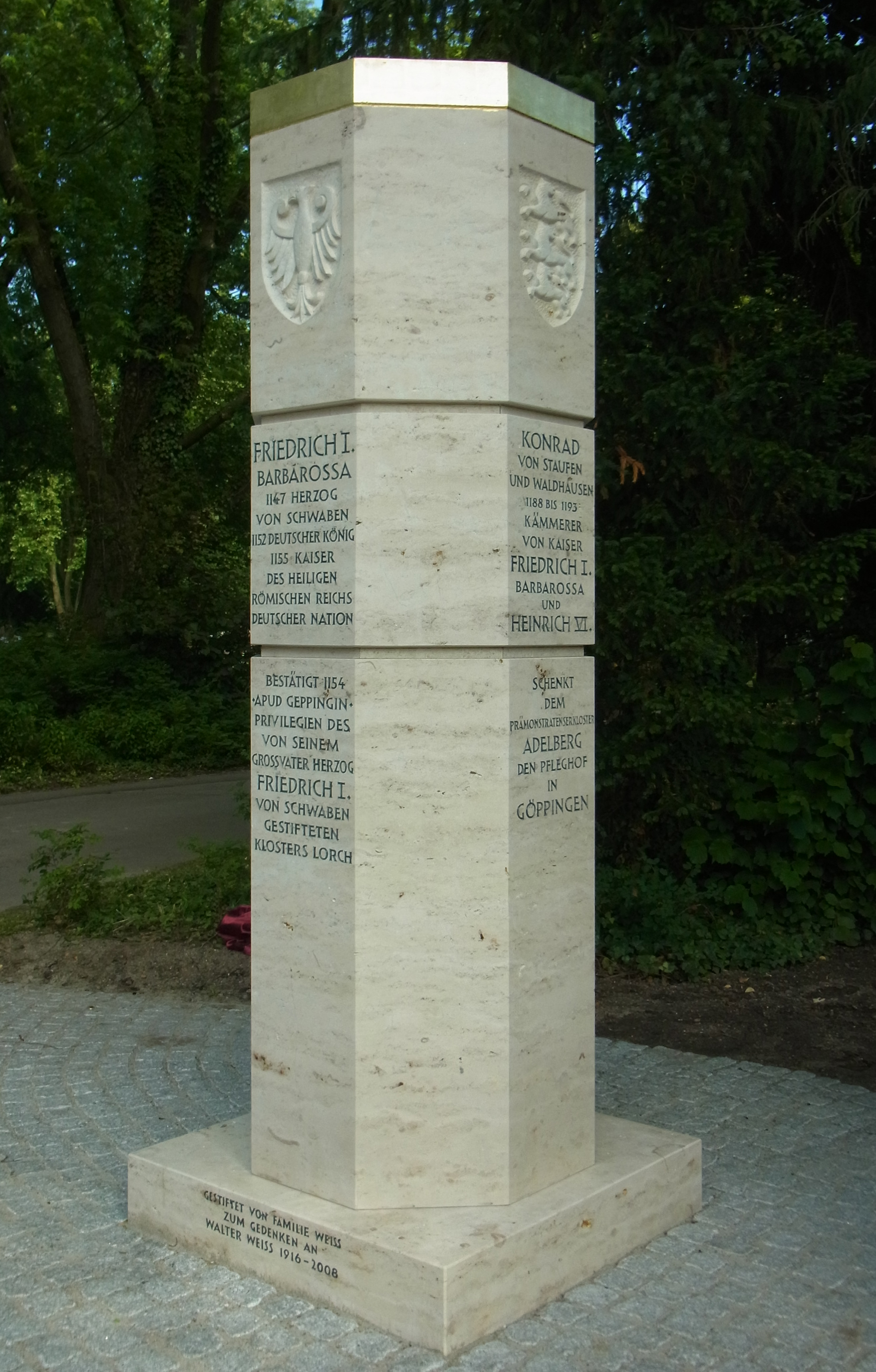
Stauferstele bei der Oberhofenkirche (2012 eingeweiht)

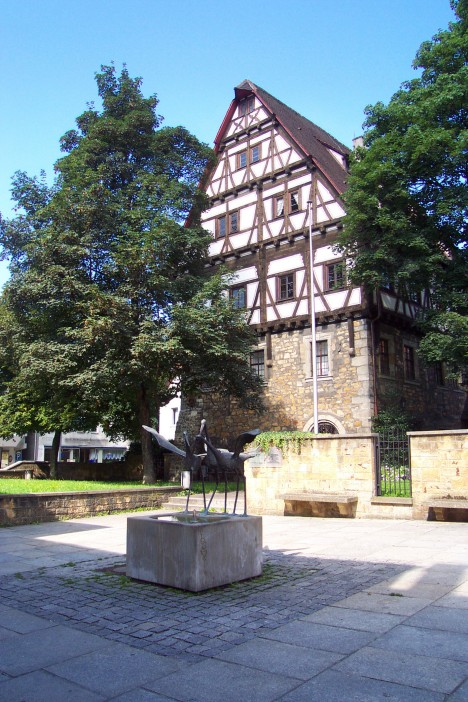
Städtisches Museum im Storchen

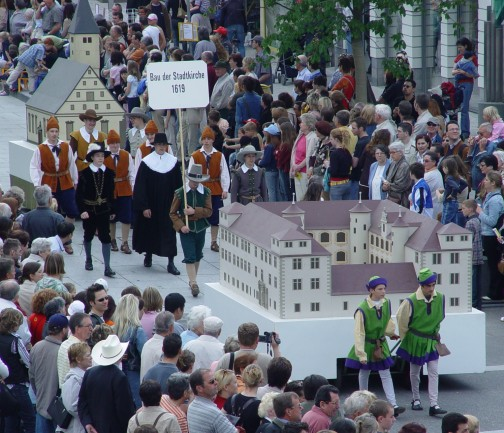
Historischer Umzug am Maientag

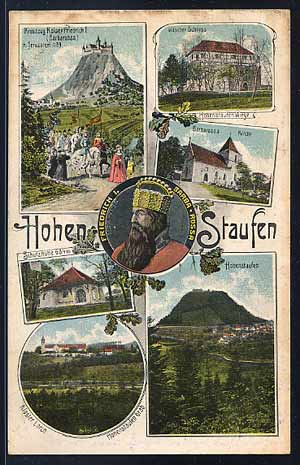
Hohenstaufen auf einer Ansichtskarte von 1905

- Die Burg Hohenstaufen im Stadtteil Hohenstaufen war die Hausburg der staufischen Familie. Sie wurde in der zweiten Hälfte des 11. Jahrhunderts erbaut und 1525 zerstört.
- Die evangelische Oberhofenkirche[24] (ehemals Stiftskirche St. Martin und Maria) steht auf historischem Boden: eine römische Villa sowie frühmittelalterliche Vorgängerbauten und eine spätromanische Basilika sind archäologisch nachgewiesen. Baubeginn der bestehenden Kirche war 1436 außerhalb der Stadtmauern, die ursprünglichen Pläne zur Dreischiffigkeit wurden jedoch nicht verwirklicht. In vielen Details ist der Einfluss der Ulmer Schule zu erkennen. Viele Ausbauten (insbesondere Turmbau und Holzempore, 1853) und Renovierungen haben die Kirche stark verändert. Ab der Reformation wurde sie vorwiegend als Begräbniskirche und teilweise auch profan genutzt, bis sie ab 1902 wieder Gemeindekirche wurde. Erhalten aus der Gründungszeit sind Wandgemälde im Chor (1449) und im Querhaus (älteste Ansicht vom Hohenstaufen, 1470), das Chorgestühl (1500) und ein geschnitztes Kruzifix (um 1520). Die Chorfenster wurden von den Glaskünstlern Walter Kohler (1938; Mittelfenster) und Wolf-Dieter Kohler (1983; links und rechts) geschaffen. Neben der Oberhofenkirche steht noch der Chor einer ehemaligen Marienkapelle von 1410, als Heiligkreuz-Kapelle heute für Andachten und Kunstpräsentation genutzt. In der Nähe der Kirche Richtung Innenstadt steht seit 2012 eine Stauferstele, die u. a. an einen Göppingen-Aufenthalt Friedrich I. Barbarossa erinnert.[25]
- Die evangelische Stadtkirche[24] ohne Chor wurde 1618–1619 von Baumeister Heinrich Schickhardt – mit ihrer westlichen Längswand auf der inneren Stadtmauer – als Querkirche erbaut.[26] Bedingt durch die vierstöckige Fruchtschütte (Getreidespeicher) im extrem weit gespannten Dach ist sie mit dieser Besonderheit und mit ursprünglich weit über 1600 Sitzplätzen die größte protestantische Renaissancekirche in Europa. Nach barockem Innen-Umbau 1782 in Längsorientierung auf die Kanzel wurde 1845 stilwidrig ein neuromanischer Kirchturm als Ersatz für den baufälligen Vorgänger errichtet. Die heutige Innenraumfassung vereinigt in ansprechender Weise die Barock-Emporenanlage mit Jugendstil-Elementen vom  Anfang des 20. Jahrhunderts und dem mobilen Inventar der Renovierung von 1976 und eignet sich so für ein breites Spektrum von Gottesdienstformen, Konzerten und kreativen Veranstaltungen.[27]
- Das Schloss ist ein vierflügeliger Renaissancebau, der 1555–1568 von Aberlin Tretsch und Blasius Berwart erbaut wurde. Im 18. Jahrhundert wurde die Fassade stark verändert. Von vier Treppentürmen sind drei erhalten. Die als Rebenstiege bekannte Haupttreppe wurde 1562 erbaut, zeigt reiche Pflanzen- und Tierreliefs und ist eine Mischung aus Renaissance und Gotik.
- Der herzogliche Marstall mit dem Marstallbrunnen befindet sich in unmittelbarer Nähe des Schlosses und ist ein Fachwerkbau, der in der Mitte des 16. Jahrhunderts entstanden ist. Einige Spitzbogenportale zeigen noch gotische Elemente. Er wird als Jugendarrestanstalt genutzt. Der Marstallbrunnen ist neueren Datums und wurde von dem in Göppingen geborenen Bildhauer Fritz Nuss erstellt.
- Das Rathaus, ein zweiflügliger, klassizistischer Bau aus dem Jahre 1785, wurde auf Befehl von Herzog Carl Eugen von Württemberg erbaut. Eine grundlegende Sanierung fand im Jahr 2001 statt.
- Das Adelberger Kornhaus, fertiggestellt im Jahre 1514 ist eines der wenigen noch erhaltenen mittelalterlichen Gebäude der Stadt. Seit 1981 befindet sich darin die Stadtbibliothek. Im Giebel steht die Kopie der lateinischen Inschrift: Um die Früchte aufzubewahren und selbst in harten Zeiten die Brüder vor allem Hunger zu schützen, hat Abt Leonhard Dürr, Doktor der Philosophie und beider Rechte, einst diesen Bau errichtet. Ihn hat ans Licht gebracht das Dorf Zell unter Botmäßigkeit des Aichelbergs, 1514.
- Der Alte Kasten ist ein ehemaliges Lagerhaus der Stiftsverwaltung Oberhofen aus dem Jahre 1707. Heute befinden sich darin das Stadtarchiv und das Schönhengster Museum und Archiv sowie eine Heimatstube und Dokumentation der Geschichte der Banater Schwaben.
- Das Haus Illig wurde 1879/1898 im Stil des Historismus erbaut. Bis Anfang der 1970er Jahre diente es als Druckerei- und Verlagsgebäude. Seit dem Umbau 1980/1981 befinden sich darin das Kulturamt, die Städtische Jugendmusikschule Göppingen und ein Zimmertheater mit kleiner Theaterbühne.
- Das Alte E-Werk wurde 1899 im Auftrag des Energieversorgungsunternehmens Neckarwerke erbaut. Der Backsteinbau ist im damals typischen Stil des späten Historismus gehalten, weist aber auch Jugendstil-Einflüsse auf. Bis 1978 war das Kraftwerk im Besitz der Neckarwerke, danach erwarb es die Stadt und es blieb für längere Zeit ungenutzt. Seit 1993 dient es als Kulturzentrum.
- Der Partnerschaftsbrunnen, 1981 nach einem Entwurf des Hohenstaufener Künstlers Hermann Schwahn erbaut, zeigt Sagen und Begebenheiten aus Göppingen und den Partnerstädten Klosterneuburg, Foggia sowie die Patenschaft für die Vertriebenen aus dem Schönhengstgau.
- Der Sauerbrunnen
- Weitere evangelische Kirchen, zum Kirchenbezirk Göppingen gehörig (Aufzählung nach Alter):
  - Die Stiftskirche Faurndau[28] wurde 1200–1220 erbaut und zählt zu den bedeutendsten spätromanischen Bauwerken im schwäbischen Raum. Faurndau wurde im Jahr 875 erstmals erwähnt. Von etwa 1200 bis 1220 wurde auf den Fundamenten von vier Vorgängerbauten die heutige Stiftskirche errichtet. Die dreischiffige flachgedeckte Pfeilerbasilika hatte zunächst noch keinen Turm, der erst in gotischer Zeit 1341 angebaut wurde. Bis zur Reformation war das Chorherrenstift Faurndau im Besitz des Klosters St. Gallen. Nach der Reformation 1535 wurde das Stift durch Württemberg aufgehoben und die ehemalige Stiftskirche zur Pfarrkirche des Ortes. – Sowohl der Ostgiebel als auch die Kapitelle im Inneren sind mit abwechslungsreichem Skulpturenschmuck ausgestattet. Ältester Teil ist im Osten der rippengewölbte Chor. Der Hauptzugang im Westen ist ein dreifach gestuftes Säulenportal. Einzelne Säulen des Vorraums tragen frühgotische Kelchknospenkapitelle, die zu den frühesten dieser Art gehören. Die frühgotischen Wandmalereien im Chorraum stammen aus der Zeit um 1300 (seitliche Wandflächen: Leben der Maria;  Gewölbekappen: die vier Evangelistensymbole; Apsiskuppel: Christus in der Mandorla als Weltenrichter). Unterhalb der Mandorla wurde im Zuge der Kirchenrenovierung 1957 von Wolf-Dieter Kohler das mittlere Chorfenster mit Glasmalerei versehen: Der Erzengel Michael wägt die menschlichen Seelen, die, durch den Klang der sieben apokalyptischen Posaunen erweckt, sich aus ihren Gräbern erheben, um sich dem Weltgericht Gottes zu stellen. Ebenfalls 1957 wurde das Bronze-Altarkreuz von Emil Jo Homolka (1925–2010) sowie Altar, Kanzel und das Lamm über dem Südportal von Ulrich Henn geschaffen. Von Letzterem stammt auch der Brunnen der Barmherzigkeit vor der Kirche (2006). Der bekannte Architekt Martin Elsaesser schuf um 1920 in der Sakristei an der Wand einen Gefallenen-Gedenkschrein, dessen Flügeltüren außen mit vier Gemälden (Kreuzigung, Kreuzabnahme, Beweinung, Auferstehung) von der Künstlerin Käte Schaller-Härlin gestaltet wurden.
  - Dorfkirche St. Gotthardt[29] im Stadtbezirk Holzheim: Die Kapelle war wohl eine Wallfahrtskirche, die um 1350 vom in Söldnerdiensten in die Toskana gereisten Seifried von Zillenhardt, Ritter auf der nahegelegenen Burg Zillenhart, im Rahmen der damaligen Gotthardt-Verehrung erbaut wurde und dem danach entstehenden Ort ihren Namen gab. Aus dieser Zeit stammt die kleinere der beiden Glocken. Ein Fresko-Rest (Geißelung Jesu) und Bodenfliesen von 1500 wurden 1993 bei der Kirchenrenovierung freigelegt. Der Glaskünstler Wolf-Dieter Kohler gestaltete 1973 das Rundfenster in der Altarwand mit dem Ostermotiv der drei Frauen am leeren Christusgrab.
  - Die Laurentiuskirche[30] im Stadtbezirk Bezgenriet wurde 1405 als Laurentiuskapelle erbaut. Das Schiff und der Turm wurden 1611 neu erbaut. 1947 legte man ein bauzeitliches Weltgerichts-Fresko im Chor frei. Das Chorfenster wurde 1960 von Adolf Valentin Saile mit Passionsmotiven und einer Darstellung des Namenspatrons Laurentius gestaltet.
  - Alte Dorfkirche Jebenhausen: Eine Kapelle St. Philipp und Jakobus bestand schon 1228. Die Herren von Liebenstein führten die Reformation ein. Reformator war Jakob Andreä. Die Kirche wurde 1506 in spätgotischer Form erbaut. Sie besitzt mehrere Epitaphien der Ortsherrschaft. Nach dem Neubau der heutigen Jakob-Andreä-Kirche wurde die alte Kirche an die Stadt Göppingen verkauft, die dort im Jahr 1992 das Jüdische Museum Göppingen eröffnete (siehe unten).
  - Die Barbarossakirche im Stadtbezirk Hohenstaufen entstand im 15. Jahrhundert. Vermutlich gab es zuvor an gleicher Stelle eine Kapelle.  Im Innenraum befand sich ein Wandbild, das Kaiser Friedrich Barbarossa darstellte. Graf Ulrich schenkte die Pfarrkirche, die ab 1589 St. Jakobskirche genannt ist, dem Kloster Adelberg. Dieses seit 1859 als Barbarossakirche benannte Gotteshaus im Eigentum der evangelischen Gemeinde,[31] eine spätgotische Chorturmanlage des 15. Jahrhunderts, wurde im Zuge der deutschen Nationalbewegung ab 1859 zu einem nationalen Geschichtsdenkmal umgestaltet. 1932 wurde in Anknüpfung an diesen Nationalkult das Chorfenster mit dem Bildnis Kaisers Friedrich I. Barbarossa, dem Reichsadler und dem Staufer-Wappen ausgestattet. Das Fenster gegenüber in der rückwärtigen Westwand jedoch stellt ein Korrektiv dazu dar und eine Auseinandersetzung mit dem verschlüsselt doppeldeutigen „Jahre deutscher Schicksalswende 1933“: Der Stuttgarter Künstler Walter Kohler, der Bekennenden Kirche verbunden, schuf links die zeitgeschichtlich aktuelle Fassung der bevorstehenden Verhaftung Jesu im Garten Gethsemane durch eine mit Geräten und einer (nach dem Krieg entfernten) Hakenkreuzfahne „bewaffnete“ Soldateska unter Führung des Judas; rechts die reale christliche Gemeinde in Gemeinschaft und Gespräch, Geben und Empfangen, Fürsorge, Lehre und Aufmerksamkeit unter dem schmächtigen und machtlosen wahren Heilsbringer Jesus am Kreuz. Die Kirche wird von der katholischen Gemeinde St. Maria (Göppingen) genutzt.
  - Leonhardskirche Maitis:[31] Das spätgotische Kirchlein wurde im Jahre 1464 errichtet.
  - St. Bernhardskirche Holzheim,[29] spätgotische Kirche mit kreuzgewölbtem Chor, Das Schiff wurde 1671 nach Norden und Westen erweitert und dort mit einer Zweiseiten-Empore versehen. 1878 wurde die Kirche renoviert, dabei erhielt sie einen westlichen Dachreiter. Der Glaskünstler Wolf-Dieter Kohler gestaltete 1977 die vier gotischen Chorfenster. 1994 folgte der Nord-Anbau und die Außenrenovierung und 2005 die Innenrenovierung mit Neugestaltung des Altarbereichs.
  - Alte Dorfkirche Bartenbach, 1651 an Stelle der zerstörten 1405 erstmals erwähnten Kirche erbaut. Im Dreißigjährigen Krieg wurde sie zerstört. An gleicher Stelle wurde 1651 die heutige Kirche als Querkirche erbaut. Nach Neubau eines evangelischen Gemeindezentrums ist sie seit 1983 als „Heilig-Kreuz-Kirche“ (und erste ihrer Art in Deutschland) genutzt und seit 2017 erworben von der Armenischen Gemeinde Baden-Württemberg.
  - Kirche Hohenstaufen:[31] Die evangelische Kirche wurde 1833 von Karl Marcell Heigelin entworfen, posthum 1838/39 erbaut und 1934 von Hans Seytter erweitert und restauriert. Dabei schuf Walter Kohler das farbige Rundbogenfenster und in zwei Abschnitten das große Weltgerichtsfresko: 1934 das Mittelteil (Weltenrichter in der Mandorla, mit zwei Chören der Seligen und zwei Engels-Chören, Krone und Marterwerkzeuge tragend) und 1940 die Seitenteile mit endzeitlichen Gleichnissen und Motiven, darunter optisch markant der Kampf Michaels mit dem Drachen als (auch zeitgeschichtliches) Symbol des Bösen. Das Fresko korrespondiert inhaltlich mit Walter Kohlers Westfenster in der benachbarten Barbarossakirche.[32]
  - Reuschkirche:[33] Die Reuschkirche wurde in den Jahren 1930–1931 von dem Göppinger Architekten Otto Bengel erbaut. Die sechs Rundfenster (Motive: die sechs Tage der Schöpfungsgeschichte) wurden vom Göppinger Glasschleifer Hermann Fischer in der bei Kirchenausstattungen sehr seltenen Glaschliff-Technik gearbeitet. Nach ihrer Kriegszerstörung 1945 wurden sie 1950 von Rudolf Yelin d. J. durch Glasmalerei (fünf Passions- und ein Ostermotiv) ersetzt.
  - Martin-Luther-Kirche:[34] Die Bodenfeldkirche, später Martin-Luther-Kirche genannt, wurde 1956 von dem Architekten Walter Ruff erbaut. Das große Gemälde an der Altarwand mit dem Thema Gnadenstuhl, einem Bildtypus für die Dreieinigkeit, wurde von Wolf-Dieter Kohler geschaffen. Mit Wirkung vom 4. Oktober 2005 wurde die Bodenfeldkirchengemeinde Göppingen in Martin-Luther-Kirchengemeinde Göppingen umbenannt. Die Martin-Luther-Kirche wurde 2014 an die syrisch-orthodoxe Gemeinde Mor Jakob von Sarug e. V. verkauft. Als Ersatz für die Kirche wurden für die Gemeinde Räume in einem Neubau erstellt.
  - Jakob-Andreae-Kirche Jebenhausen:[35] Die moderne Kirche wurde von dem Architekten Heinz Rall geplant und 1966 eingeweiht. Zwei Jebenhäuser Künstler trugen zur Gestaltung bei: Sigrid Flassbeck von Liebenstein schuf die Betonverglasung aus Dallglas in der Taufnische und Manfred Spang das Wandrelief (Fischzug des Petrus) und die Relieftafeln an der Emporenbrüstung (Geschichte der Gott-Mensch-Beziehung). Unter der Kirche sind im Hanggeschoss Gemeinderäume vorhanden.
  - Gemeindezentrum Bartenbach:[36] 1974 erbaute sich die Gemeinde mit dem Architekten Gerhard Fetzer (Grunbach) ein neues Gemeindezentrum, in dem heute die Gottesdienste gefeiert werden. Das Bronze-Altarkreuz mit Leuchtern wurde 1974 vom Hohenstaufener Künstler Hermann Schwahn (1927–2003) und die Farbverglasung 1980 von der Stuttgarter Glaskünstlerin Anna-Dorothea Kunz-Saile geschaffen.
  - Johanneskirche Manzen: 1975 wurde durch denn Architekten Jan Beng Oei aus Fellbach das Gemeindezentrum mit Johanneskirche gebaut. Die ungegenständlichen Betonglasfenster aus Dallglas schuf die Künstlerin Annerose Schmidt-Weber aus Freudenstadt-Christophstal. 1990 wurde ein freistehender Glockenturm an das Gemeindezentrum dazugebaut.[37]
  - Waldeckkirche:[38] 1979 wurde nach Plänen des Göppinger Architekten Walter Bosch die Waldeckkirche erbaut. Die künstlerische Gesamtkonzeption lag bei Wolf-Dieter Kohler, der die Prinzipalien, die Altargeräte, den Wandbehang und die farbige Betonverglasung (Wasserströme (Ps 137,1 LUT) und zwölf Eck- und Edelsteine des himmlischen Jerusalem (Off 21,12 LUT)) schuf.
- Katholische Kirchen (Aufzählung nach Alter):
  - St. Maria, erbaut 1869
  - Herz-Jesu Bezgenriet (1954)
  - Bruder-Klaus-Kirche Jebenhausen (1959)
  - Zur Heiligen Familie Faurndau (1961)
  - Christkönig Göppingen (1964)
  - und Heilig Geist Ursenwang (1969)
  - St. Paulus (1971)
  - St. Josef Göppingen (1977, Vorgängerbau von 1909)
- Jüdisches Museum Göppingen, seit 1992 in der Alten Dorfkirche Jebenhausen
- Projekt Neue Mitte – Sanierung der Innenstadt (2002–2003), Architekt Mario Hägele
- Hohenstaufenhalle, erbaut 1964–1967, Architekt Bernhard Winkler. Saniert und bedeutend erweitert in den Jahren 2008 und 2009, Architekt Jochen Siegel. Die überregional bekannte Großveranstaltungshalle war bereits Austragungsort der Handball-Vorrunde der Olympischen Spiele 1972, Fecht-Weltcup-Turnieren, eines Box-Weltmeisterschaftskampfes, TV-Übertragungen von „Verstehen Sie Spaß“ und „Die versteckte Kamera“ sowie zahlreichen Konzerten und Sportveranstaltungen.

### Museen und Ausstellungen
- Das Städtische Museum im Storchen, 1931 in einer Schule als das erste Göppinger Heimatkundemuseum gegründet. 1949 wurde das Museum im Storchen wieder eröffnet. Es war die erste Museumsgründung Südwestdeutschlands nach dem Zweiten Weltkrieg. Ausgestellt sind Exponate aus dem Bereich Kunst, Handwerk, bäuerlicher Kultur, Zeugnisse aus der Stauferzeit und Spielzeuge der Firma Märklin.
- Das Städtisches Naturkundliche Museum in Jebenhausen, gegründet 1970, geht aus der Privatsammlung Dr. Engel hervor. Ausgestellt sind Fossilien aus dem Jura, eine Vogel- und Schmetterlingssammlung sowie Exponate aus der Vor- und Frühgeschichte
- Das Jüdische Museum Göppingen in Jebenhausen, gegründet 1992, zeigt das Leben der Juden im Allgemeinen sowie deren Geschichte in Jebenhausen und Göppingen.
- Der Dokumentationsraum für staufische Geschichte im Stadtteil Hohenstaufen, wurde 1977 gegründet. Die Ausstellung behandelt die Geschichte der Staufer, zeigt die Geschichte des Hohenstaufen und präsentiert Burgen, Kirchen, Klöster rund um den Hohenstaufen.
- Das Märklin-Märklineum (Märklin Museum) wurde 1979 gegründet und bietet einen Einblick in die Geschichte des Unternehmens und seiner Produkte, insbesondere der Modelleisenbahn.
- Die Kunsthalle Göppingen, gegründet 1989, ist vor allem eine Wechselausstellung zeitgenössischer Künstler.
- Das Schönhengster Archiv und Dokumentation der Banater Schwaben im Alten Kasten
- Das MuSeele: Geschichte der Psychiatrie und Psychiatriegeschichten im Christophsbad Göppingen

### Zoo
In Göppingen befindet sich der Tierpark Göppingen, ein kleiner Zoo mit einer Fläche von 1,5 Hektar. Die Eröffnung fand im Jahre 1952 als Tiergarten und 1892 als Aquarienverein statt. Es gibt ungefähr 80 Tierarten und 200 Individuen (Stand 2009).

### Sport
- Turn- und Polizeisportgemeinschaft Frisch Auf Göppingen: Erfolgreicher Verein mit langer Tradition in der Handball-Bundesliga. Die Männer-Handballbundesligamannschaft FRISCH AUF! Göppingen war bereits elfmal Deutscher Meister (davon 2 Mal im Feldhandball) und zweimal Europapokalsieger der Landesmeister sowie viermal EHF-Pokalsieger. Derzeit spielen die Männer- und Frauenhandballmannschaft von Frisch Auf in der ersten Handball-Bundesliga.
- Turnerschaft Göppingen: Ein im Reusch seit 1844 ansässiger Verein mit verschiedenen Abteilungen, insbesondere Handball, Fechten (Ausrichter des internationalen Stauferland-Turniers), Basketball und Leichtathletik.
- 1. Göppinger Sportverein 1895: Die Fußballmannschaft wurde 1944 württembergischer Fußballmeister und spielte um die deutsche Meisterschaft mit. 1970 gelang der Aufstieg in die Regionalliga Süd, damals die zweithöchste Spielklasse. Nach nur einem Jahr erfolgte der Abstieg in die Oberliga Baden-Württemberg (damals 1. Amateurliga), in der man bis 1985 spielte. Nach über drei Jahrzehnten in unteren Amateurligen stieg der Verein 2016 wieder in die Oberliga Baden-Württemberg auf und tritt seit 2024 in der viertklassigen Regionalliga Südwest an.
- Fechtclub Göppingen, gegründet 1970, gehört zu den erfolgreichsten Fechtclubs in Deutschland. Er brachte zahlreiche Deutsche Jugendmeister hervor und gewann mehrmals den Deutschlandpokal.
- Jährlich im November veranstaltet der Tanzclub Staufen ein S-Klasse-Tanzturnier um den Staufenpokal. Das Turnier wird als Standard- und/oder Lateinturnier ausgetragen. Der Pokal wurde vom Uhinger Glaskünstler J. F. Zimmermann geschaffen.
- Jährlich findet im April oder Mai mit dem Barbarossa-Berglauf ein Halbmarathon auf den Hausberg Hohenstaufen statt.

### Regelmäßige Veranstaltungen
Das bedeutendste Fest der Stadt ist der Maientag. Es ist eines der ältesten Heimatfeste Süddeutschlands und findet jährlich im Monat Mai oder Juni statt. Das erste Mal fand der Maientag am 11. August 1650 als Dankfest statt, um das Ende des Dreißigjährigen Krieges zu feiern. Neben der Feier (Kirmes) auf dem Festgelände vor der EWS Arena finden zuvor das Maientagsansingen und ein historischer Umzug statt. Mit einem Feuerwerk wird das Fest abgeschlossen.
Die Staufer Festspiele Göppingen, eine gemeinnützige GmbH, veranstaltet seit 2006 zweijährlich Operetten-Festspiele mit rund 200 Mitwirkenden und über 10.000 Besuchern je Saison in der Werfthalle Göppingen. Die Spiele wurden mit dem Kulturpreis der Stadt Göppingen und dem
Förderpreis der Region Stuttgart ausgezeichnet:
- 2006: Der Vogelhändler von Carl Zeller
- 2008: Eine Nacht in Venedig von Johann Strauß
- 2010: Die Fledermaus von Johann Strauß
- 2012: Im weißen Rössl von Ralph Benatzky
- 2014: Der Zigeunerbaron von Johann Strauß
- 2016: Der Vogelhändler von Carl Zeller[39]

Im Stadtkern findet jährlich zum September das Göppinger Stadtfest statt. Weitere Veranstaltungen sind im Mai der Modellbahn-Treff, im Juli der Göppinger FEZ, im August das Fest im Park, im Oktober das Weinfest und die Schwäbische Woche, im November das Internationale Tanzturnier um den Stauferpokal, die Internationalen Göppinger Theatertage und der Martinimarkt sowie im Dezember der Weihnachtsmarkt.
Seit 2004 fand bis 2013 in der „Chapel“, der Fabrik für Kunst und Kultur im Stauferpark, sieben Mal das zweitägige Doom-Shall-Rise-Festival (Doom-Metal-Treffen) statt.
Im Dietrich-Bonhoeffer-Haus findet seit Februar 2012 regelmäßig ein Poetry-Slam unter dem Titel Wibele&Worte-Slam statt. Der Name der von Robin Mesarosch moderierten Veranstaltung bezieht sich auf das schwäbische Süßgebäck Wibele, deren größter Hersteller die Confiserie Bosch im benachbarten Uhingen ist.

## Sonstiges
- Nach dem Ende seiner Karriere als Fußballspieler wanderte der in Göppingen geborene Jürgen Klinsmann in die Vereinigten Staaten aus. Da er dort ein Leben in Ruhe und Frieden leben wollte, wählte er ein Pseudonym: Jay Goppingen, wobei er „Jay“ in Anlehnung an die englische Aussprache des ersten Buchstabens seines Vornamens und „Goppingen“ in Anlehnung an seine Heimat gewählt hatte.
- Der Roman Lehrerzimmer von Markus Orths spielt in Göppingen.
- Die Fernsehsendung Tigerenten Club wurde bis 2020 im Stauferpark in Göppingen aufgezeichnet. Das Fernsehstudio befand sich in einer ehemaligen Sporthalle des Militärstützpunkts der amerikanischen Besatzung. Rund um den Göppinger Stauferpark sind heute noch mehrere Tigerenten aus Holz zu sehen.